# Galina Ulanova
Galina Sergejevna Ulanova (ruski: Гали́на Серге́евна Ула́нова, 8. siječnja 1910. – 21. ožujka 1998.), bila je znamenita sovjetska i ruska akademska balerina, jedna od najvećih balerina 20. stoljeća. Bila je dugogodišnja prima balerina glasovitog Boljšoj teatra. Sergej Prokofjev prozvao ju je »genijalkom ruskog baleta«, a Rudolf Nurejev najboljom balerinom svoga vremena. Dobitnica je Lenjinove i Staljinove nagrade te je imenovana narodnom umjetnicom SSSR-a. U jeku hladnog rata (1960.) imenovana je počasnom članicom Američke akademije umjetnosti i znanosti.
U rodnom Petrogradu podignut joj je kip u prirodnoj veličini, a Pošta Ruske Federacije izdala je 2000. godine poštansku marku s njezinim likom.